# Anita Auglend
Anita Auglend (24 de janeiro de 1979) é uma cantora norueguesa. É mais conhecida como ex-vocalista da banda de metal gótico The Sins of Thy Beloved.

## Carreira

### The Sins of Thy Beloved (1996–2002)
Em dezembro de 1996, a banda Purgatory foi formada na cidade norueguesa de Bryne, Rogaland pelos músicos Glenn Morten Nordbø, Arild Christensen e Stig Johansen. Pouco depois, Ola Aarrestad se juntou ao grupo como baixista e Anita como vocalista feminina, e o nome foi alterado para The Sins of Thy Beloved. Em seus primeiros anos na banda, ela executou as vozes no EP All Alone (1997) e no álbum Lake of Sorrow (1998), ambos muito bem recebidos pela crítica especializada.
O segundo álbum foi lançado em 2000, Perpetual Desolation, no qual Auglend também é a figura central da capa do disco. Um dos shows de sua turnê promocional foi filmado e lançado no VHS ao vivo Perpetual Desolation Live (2001). No entanto, em janeiro de 2001, a cantora decidiu deixar a banda em bons termos, alegando não conseguir conciliar a intensa agenda de shows com seus compromissos pessoais, uma vez que ela também tinha um emprego regular na época. Ela foi substituída por Hege-Marie Aanby pouco antes de uma turnê no México como suporte do The Gathering.
Contudo, a colaboração entre a banda e Hege-Marie não durou muito tempo, resultando na saída da mesma e de alguns outros membros ainda em 2001. Algum tempo depois, em 23 de maio de 2002, Auglend retornou ao grupo para um concerto especial na cidade de Jæren, Noruega, contendo toda a formação original. Essa foi a última apresentação ao vivo de Anita com o The Sins of Thy Beloved. Numa outra ocasião, a banda ressurgiu novamente em 2005 com outra vocalista. Em abril de 2007, alguns rumores apontaram que ela havia sido contatada pelos demais membros para a gravação de um hipotético terceiro álbum e sua subsequente turnê, no entanto, não houve nenhum comunicado oficial por parte da banda ou vocalista, mantendo o grupo inativo desde então.

### Breve retorno à música (2015)
Em 2015, Auglend fez um breve retorno à música cantando na faixa "Paralimbo" da banda norueguesa de punk metal Veislakt. Após isso, a cantora não se envolveu em mais nenhum projeto musical.

## Vida pessoal
Anita manteve uma vida reservada após sua saída da cena musical, casando-se e tendo uma filha.

## Discografia

### The Sins of Thy Beloved
- Lake of Sorrow (1998)
- Perpetual Desolation (2000)

### Participações
| Ano  | Artista  | Álbum                  | Faixa       |
| ---- | -------- | ---------------------- | ----------- |
| 2015 | Veislakt | Litium og Aent Smågodt | "Paralimbo" |